# Håkan Nilsson
Håkan Nilsson (* 29. August 1980) ist ein schwedischer Radrennfahrer.
Håkan Nilsson gewann 2005 eine Etappe bei der Spa Arden Challenge. 2006 konnte er seinen Etappensieg dort wiederholen. Er fuhr von 2006 bis 2010 für das Continental Team Differdange. In seiner ersten Saison dort wurde er Vierter beim Scandinavian Open Road Race und Fünfter beim Prix de la Ville de Nogent-sur-Oise. 2007 konnte er eine Etappe bei der Rhône-Alpes Isère Tour für sich entscheiden und wurde Dritter der Gesamtwertung.

## Erfolge
2007
- eine Etappe Rhône-Alpes Isère Tour